# Chants de Hanoucca
Les chants de Hanoucca sont des chants composés pour la fête juive de Hanoucca. La plupart d'entre eux, écrits en hébreu au cours du XXe siècle, sont destinés aux enfants tandis que les chants provenant des États-unis, relèvent davantage de la musique humoristique.